# Нийл Джордан
Нийл Джордан (на английски: Neil Jordan) е ирландски режисьор, продуцент и писател.

## Избрана филмография
- Ангел (1982)
- Мона Лиза (1986)
- Височайши духове (1988)
- Ние не сме ангели (1989)
- Чудото (1991)
- Играчка-плачка (1992)
- Интервю с вампир (1994)
- Майкъл Колинс (1996)
- Малкият касапин (1997)
- Видението (1999)
- Краят на аферата (1999)
- Добрият крадец (2002)
- Артисти (2003)
- Прекъсване (2003)
- Закуска на Плутон (2005)
- Другата в мен (2007)
- Ондин (2009)
- Византия (2012)
- Грета (2018)